# Спенсер, Джон Кэнфилд
Джон Кэнфилд Спенсер (англ. John Canfield Spencer; 8 января 1788 — 17 мая 1855) — американский политик, адвокат, судья, 16-й министр финансов США.

## Биография
Джон Спенсер родился в Гудзоне, штат Нью-Йорк, в семье главного судьи Амвросия Спенсера. В 1806 году Спенсер окончил колледж Юнион и стал секретарём губернатора Нью-Йорка Дэниэла Томпкинса. Позже изучал право в Олбани, а в 1809 году был принят в коллегию адвокатов.
Во время Англо-американской войны Спенсер проходил военную службу в Армии США в качестве Генерального судьи-адвоката. В 1814 году он стал помощником Генерального прокурора, а в 1815 году членом Палаты представителей от Демократическо-республиканской партии.
В 1819 году Джон Спенсер был кандидатом в сенаторы от штата Нью-Йорк. С 1820 по 1822 год он являлся членом Ассамблеи Нью-Йорка, а с 1824 по 1828 год членом Сената от штата Нью-Йорк.
В 1826 году Спенсер участвовал в расследовании убийства Уильяма Моргана, выступавшего за разоблачение тайн масонов. В 1841 году президент Джон Тайлер назначил Джона Спенсера на пост военного министра США. Далее, в 1843 году Спенсер занимает должность министра финансов США.
Скончался Джон Спенсер 17 мая 1855 года, был захоронен на кладбище Олбани, рядом с женой Элизабет.